# Ana Pimentel (política)
Ana Cristina de Lima Pimentel (Congonhas, 15 de Maio de 1982) é uma política brasileira, filiada ao Partido dos Trabalhadores (PT), eleito para o cargo de Deputado Federal por Minas Gerais. 

## Biografia
Ana Pimentel foi secretária de saúde de Juiz de Fora, sob a gestão de Margarida Salomão (PT), o qual se desligou de sua posição para se candidatar à deputada federal em 2022, eleição no qual foi eleita, atingindo a votação de 72.698 votos.
Em Novembro de 2022, durante o Governo de Transição de Lula (PT), foi nomeada como parte da equipe de transição da área relacionada à educação.
Atualmente é vice-líder do PT na Câmara dos Deputados, é presidente da Comissão em Defesa dos Direitos da Mulher, membro titular da Comissão de Saúde, da Comissão de Legislação Participativa e suplente da Comissão de Ciência e Tecnologia. Além disso, participa de diversas frentes parlamentares, a saber: Frente Parlamentar em Defesa da Vacina – FPDV; Frente Parlamentar Mista da Educação; Frente Parlamentar do Programa Nacional de Imunizações; coordena a Frente Parlamentar Mista de Enfrentamento à IST/HIV/AIDS e a Frente Parlamentar Mista em Defesa dos Cuidados Paliativos.